# یوم هه ران
یوم هه ران (کره‌ای: 염혜란؛ زادهٔ ۳۰ اکتبر ۱۹۷۶) بازیگر اهل کره جنوبی است.

## فیلم‌شناسی

### مجموعه تلویزیونی
| سال       | عنوان                   | نقش                  | شبکه     | توضیحات     |
| --------- | ----------------------- | -------------------- | -------- | ----------- |
| ۲۰۱۶      | دوستان عزیزم            | کیم سون یونگ         | تی‌وی‌ان   | [ ۳ ]       |
| ۲۰۱۶      | کی۲                     | نظافتچی              | تی‌وی‌ان   |             |
| ۲۰۱۶–۲۰۱۷ | گابلین                  | جی یون سوک           | تی‌وی‌ان   |             |
| ۲۰۱۷      | ملکه هفت روزه           | پرستار شخصی چه کیونگ | کی‌بی‌اس۲  | [ ۴ ]       |
| ۲۰۱۷      | سزاوار نامت زندگی کن    | صاحب رستوران         | تی‌وی‌ان   | حضور ویژه   |
| ۲۰۱۷      | دفترچه زندان            | مادر یو هان یانگ     | تی‌وی‌ان   |             |
| ۲۰۱۷      | خداحافظی بسیار زیبا     | یانگ سون             | تی‌وی‌ان   |             |
| ۲۰۱۸      | زندگی کن                | مادر سانگ سو         | تی‌وی‌ان   |             |
| ۲۰۱۸      | وکیل بی‌قانون            | نام سون جا           | تی‌وی‌ان   |             |
| ۲۰۱۸      | زندگی                   | کانگ کیونگ آه        | جی‌تی‌بی‌سی | [ ۵ ]       |
| ۲۰۱۹      | وقتی کاملیا شکوفا می‌شود | هونگ جا یونگ         | کی‌بی‌اس۲  |             |
| ۲۰۱۹–۲۰   | شکلات                   | پرستار ها            | جی‌تی‌بی‌سی |             |
| ۲۰۲۰      | پلی‌لیست بیمارستان       | مادر مین یونگ        | تی‌وی‌ان   | حضور ویژه   |
| ۲۰۲۰      | بار مرموز سانگاب        | خدای جهان زیرین      | جی‌تی‌بی‌سی |             |
| ۲۰۲۰      | اس‌اف۸                   | چوی جونگ گیل         | ام‌بی‌سی   | قسمت: «دعا» |
| ۲۰۲۰–۲۱   | شکارچیان شگفت‌انگیز      | چو مه اوک            | اوسی‌ان   |             |
| ۲۰۲۲      | افتخار                  | کانگ هیون نام        | نتفلیکس  |             |